# Piasecki 16H Pathfinder
Piasecki 16H je bil serija eksperimentalnih žirodin helikopterjev, ki jih je razvijalo ameriško podjetje Piasecki Aircraft. Prva verzija Pathfinder -1 je poletela leta 1962, večja verzija Pathfinder II (16H-1A)pa je pa novembra 1965.

## Specifikacije (16H-1A)
- Posadka: 2 pilota
- Kapaciteta: do 6 potnikov
- Dolžina: 37 ft 3 in (11,4 m)
- Razpon: 32 ft 10 in (10,0 m)
- Premer glavnega rotorja: 44 ft 0 in (13,4 m)
- Višina: 11 ft 4 in (3,45 m)
- Prazna teža: 4800 lb (2165 kg)
- Gros teža: 10800 lb (4870 kg)
- Motor: 1 × General Electric T58-GE-8 turbogredni, 1250 KM (930 kW)

- Maks. hitrost: 230 mph (370 km/h)
- Potovalna hitrost: 175 mph (280 km/h)
- Dolet: 950 milj (1530 km)
- Višina leta (servisna): 18700 ft (5700 m)